# Abdallah Chatila
Pour les articles homonymes, voir Chatila (homonymie).
 (janvier 2022).
Abdallah Chatila, né le 16 juillet 1974 à Beyrouth, est un homme d'affaires, entrepreneur et investisseur suisse d’origine libanaise. Il est président et fondateur de m3 GROUPE basé à Genève, actif dans les secteurs de l’immobilier, de l’hôtellerie, de la restauration, de la santé et des services. Il mène des actions philanthropiques, directement ou via sa Fondation Sesam. Il fait partie, selon le magazine Bilan, des 300 plus grosses fortunes de Suisse.

## Biographie

### Origine et famille
Abdallah Chatila est le fils d’Elie Chatila, un joaillier libanais chrétien orthodoxe. La famille Chatila fuit la guerre du Liban en 1976. Après l’Italie et la France, la famille s’installe en Suisse en 1988 et son père établit son entreprise à Genève.
Il étudie à l'École internationale de Genève, puis à l'institut de gemmologie de Los Angeles, d’où il sort diplômé en 1993.
Abdallah Chatila vit à Genève. Il est marié et père de trois enfants.

### Carrière et activités entrepreneuriales

#### Gestion de fortune &family office
Abdallah Chatila commence sa carrière professionnelle à New York avant de rejoindre l'entreprise familiale de haute joaillerie à Genève, en 1993, où il exerce comme négociant en diamants. En 1998, les affaires devenant difficiles pour lui dans cette activité en raison de la crise financière asiatique, il co-fonde l'entreprise de montres In Extenso, grâce aux économie que son père lui a confiées. L'entreprise fait faillite en 2004, après avoir consommé 30 millions d'euros,. En 2006, il entame des activités en tant que promoteur immobilier.
En 2007, afin d’encadrer ses diverses activités d’investissement, il fonde Rachaya Holding, un family office actif dans les domaines de l’immobilier, du diamant et de l’art contemporain. En 2008, il crée un fonds de diamants, appelé Diamond Fund Ltd[réf. souhaitée] et se joint à son ami Pavlo Protopapa pour lancer en 2012 une OPA hostile sur un fonds décoté de moitié, Diamond Circle Capital,. L'opération échoue, le fonds étant liquidé dans l'intervalle au profit de l'ensemble de ses actionnaires, mais l'opération lui permet toutefois d'encaisser un confortable bénéfice à hauteur de sa quote-part.
En 2008-2009, il effectue des opérations de capital-risque auprès de jeunes entreprises innovantes dans les secteurs de la santé, de la technologie et de l'assurance (Primassure). Il devient l’un des actionnaires principaux de la société Spacecode, fournisseur et intégrateur de systèmes RFID. Il investit également dans plusieurs entreprises : Hestia Constructions, Defferrard & Lanz, et Planella, qu’il revendra par la suite.

#### Immobilier
En 2011, Abdallah Chatila entre au capital de la régie immobilière genevoise CGi IMMOBILIER dont il deviendra l’unique actionnaire en août 2015,. Il la rebaptisera par la suite m3 REAL ESTATE. En 2011, il mène le projet de promotion immobilière de la Tulette, à Cologny. Il s'agit d'appartements en propriété par étages, cofinancés par le canton afin d'en rendre l'acquisition accessible à la classe moyenne. Il vend ces appartements à prix très avantageux, dont certains par lots entiers, à des amis. Cela engendre une forte controverse et conduit à des modifications de la loi pour éviter cette spéculation légale mais jugée immorale, qui est qualifiée de « magouille immobilière »,,.

#### m3 GROUPE
En 2019, il crée m3 Groupe, qu'il dirige. Les activités se déploient par divisions dans les domaines de l’immobilier, de l’hôtellerie, de la restauration, de la santé et des services. Le groupe a un chiffres d'affaires de plus de 250 millions de francs suisses (état en 2020) et compte plus de plus de 1 000 collaborateurs (état en 2021).
En France, il se porte co-actionnaire minoritaire en janvier 2020 lors de la reprise de la société Toupargel (groupe Agihold) devenue Place du marché.
En 2020, Abdallah Chatila acquiert les sociétés suisses Katana et GPA Guardian Protection,,,, totalisant 600 collaborateurs et 60 millions de CA, afin de les intégrer à la division « services » de m3 GROUPE.
En août 2020, il annonce via m3 GROUPE un investissement de 2 millions de francs suisses dans la start-up lausannoise Technis, couronnée par 17 prix d’innovation, experte en gestion des flux de personnes avec des solutions de sols connectés,,.

#### Hôtellerie
En 2017, Abdallah Chatila fonde m3 HOSPITALITY, qui regroupe toutes les activités hôtelières de son groupe. Le premier hôtel du groupe ouvre ses portes au printemps 2019 à Ferney-Voltaire, à proximité de l’aéroport international de Genève.

#### Restauration & gastronomie
Depuis 2019, Abdallah Chatila investit dans la restauration à Genève.
À ce jour, sa société a repris plusieurs institutions genevoises : Le Vallon, Le Cheval Blanc à Vandœuvres, l’Auberge du Lion d’or, le Traiteur de Châtelaine, le Traiteur Magne, le restaurant du Tennis Club de Genève, ainsi que The Hamburger Foundation (3 établissements à Genève). Il a également créé plusieurs établissements tels que HOME, Live, le salon de thé du Lion d’Or et Gaku. Début 2021, en raison de la crise sanitaire, neuf de ces établissements ont dû être fermés jusqu'au début de l'été 2021 et 14 personnes licenciées, faute de visibilité à long terme.

#### Santé

##### Production de masques
En avril 2020, dans le cadre de la lutte contre la COVID-19, Abdallah Chatila crée au sein de son groupe une division spécialisée dans le secteur de la santé, m3 SANITRADE, et importe 140 millions de masques destinés aux autorités, au corps médical, aux entreprises et aux particuliers basés à Genève,,,.
En juin 2020, il rachète une ancienne usine à Ploufragan en Bretagne, afin d’y relancer la production européenne de masques.
En juin 2021, il ouvre une nouvelle usine à Genève dont les deux lignes de production visent 35 millions de masques par an. L’inauguration s’est faite en juin 2021, en présence des autorités cantonales et du conseiller d’État chargé de la santé.

##### Centres de dépistage et de vaccination
Face à la seconde vague de la COVID-19, le pôle santé du groupe dirigé par Abdallah Chatila ouvre en novembre 2020 le premier centre de dépistage à Genève, qui sera suivi d’un autre centre (Genève aéroport) et de plusieurs unités mobiles de dépistage,.
Par ailleurs, en partenariat avec plusieurs acteurs de la santé, Abdallah Chatila finance et crée deux centres de vaccination, dont celui de Palexpo qui deviendra l’un des plus grands centres d’Europe. Abdallah Chatila devient ainsi l’un des acteurs les plus actifs dans la lutte contre la pandémie à Genève. Ses initiatives sont diversement appréciées, avec notamment un projet de drive covid19 refusé  par les autorités.

## Engagements personnels & donations

### La crise du COVID-19
En avril 2020, Abdallah Chatila finance pour le compte des Hôpitaux universitaires de Genève l’acquisition d’une machine d’une valeur de 110 000 francs suisses permettant d’accélérer les tests de détection de la maladie.
En mai 2020, Abdallah Chatila fait un don de 100 000 euros pour la création d’un hôpital de campagne à proximité de Milan.

### Soutien à Beyrouth
À la suite des explosions du 4 août 2020 à Beyrouth, il fait un don d’un million de dollars et lance un appel à donation via la plateforme urgence-beyrouth.ch. À travers la fondation Sesam, 500 000 francs suisses sont libérés sur une période d’un an en faveur d’organisations caritatives locales. En parallèle, sa société offre un million de masques de protection à la Croix-Rouge libanaise.

### Engagement contre l’antisémitisme
Le 20 novembre 2019, dans le cadre d’une vente aux enchères d’objets du IIIe Reich, organisée en Allemagne, Abdallah Chatila achète à titre personnel des objets ayant appartenu à Adolf Hitler (notamment un chapeau haut-de-forme et une luxueuse édition de Mein Kampf). Afin qu’ils ne soient pas utilisés à des fins de propagande, il les offre à la fondation juive Keren Hayessod, laquelle décide de les confier à Yad Vashem, le mémorial de la Shoah à Jérusalem.
Le 20 janvier 2020, il reçoit le « King David Award » à Auschwitz dans le cadre de la commémoration de l’anniversaire de la libération du camp de concentration en janvier 1945.